# Le Chaudron du Diable
Le Chaudron du Diable est le 14e album de la série de bande dessinée La Patrouille des Castors dessiné par MiTacq sur un scénario de Jean-Michel Charlier. Il est pré-publiée dans le journal Spirou entre septembre 1964 et février 1965, puis est publié sous forme d'album en 1966. Il constitue la suite et la fin du diptyque formé avec La Couronne cachée.

## Univers

### Synopsis
La Patrouille des Castors a retrouvé Micza, l'héritier du trône de Braslavie. Le pays est aujourd'hui dirigé par le dictateur Slov. Les scouts décident d'aider Micza à récupérer le trésor et les archives de la couronne. Ils attendent le bon moment pour partir. La chance leur sourit quand ils sont invités à passer Noël à Bethléem. Le train qui doit emmener un grand nombre de scouts français a obtenu l'autorisation de passer par la Braslavie. Les scouts élaborent un plan pour se rendre au « chaudron du diable » où est caché le trésor et les archives. Ainsi, une partie d'entre eux arrêtent le train de nuit, permettant aux autres de s’échapper. Après avoir exploré les diverses cavernes abritant les archives;Poulain réussit à extraire les coffres des archives permettant de confondre le dictateur, et ce après avoir incendiés les cavernes, en les confiant à la résistance. Sur le chemin du retour vers la frontière, Poulain, Tapir et Chat sont arrêtés, condamnés à mort avec Mouche et Faucon, précédemment arrêtés dans le train, mais tous sont  délivrés par le nouveau roi, qui à la suite de l'insurrection populaire a pris le pouvoir.

### Personnages
Les scouts :
- Poulain, chef de patrouille
- Chat (Bayard[2], dit)
- Faucon
- Tapir (Prosper[3], dit)
- Mouche

Les autres personnages :
- Nöel Rostain / Micza II : héritier de la couronne braslave
- Hibou : routier-scout, espion de Dragomir
- Stephan Rjek : opposant au régime braslave
- Slov : dictateur braslave
- Grand-Duc Dragomir : cousin d'Iaroslav VI
- Madame Rostain : nourrice française de la Reine et grand-mère adoptive de Micza II

## Publication

### Revues
Publié dans Spirou du 10 septembre 1964 (n° 1378) au 4 février 1965 (n° 1399).

### Album
Publié en album en 1966, aux éditions Dupuis. Il a ensuite été réédité en 1974 (avec un numéro 13, sur la couverture), en juillet 1983 et en 1986 (en album cartonné). Il a ensuite été réédité dans le 4e tome de la série Tout MiTacq, Les Castors - Du mas au palais , publié en 1991 et dans le 4e tome de L'intégrale de la Patrouille des Castors, en février 2013.

### Couverture de l'album
La couverture de l'album représente Chat, escaladant une paroi de pierres.